# Risc moral
El risc moral és, en l'actualitat, un concepte econòmic que descriu una situació en la qual un individu -aïllat de la conseqüència de les seues accions- podria canviar el seu comportament del que hauria tingut si haguera estat exposat completament a les conseqüències de les seues accions.
És d'importància notar que el concepte específicament exclou males intencions, temptatives fraudulentes, etc.
El concepte de "risc moral" està relacionat amb la idea d'informació asimètrica i amb el problema de l'agent-principal.

## Exemple: El cas de les assegurances
El risc moral passa sovint en els casos d'assegurament. Si una persona té una casa pot decidir instal·lar una porta cuirassada perquè així redueix el risc de ser robat; d'una manera racional reduirà els riscos fins a aquell punt en què els guanys marginals de prendre més precaucions siguin iguals que els costos marginals d'aquestes precaucions, dit altrament, quan obtingui benefici a cada precaució que prengui.
No obstant això, quan la mateixa persona té concertada una assegurança que cobreix el risc de robatori de la casa, tindrà menys incentius que en la situació anterior, per instal·lar la porta de seguretat i, en definitiva, podrà augmentar la probabilitat que es produeixi la pèrdua, en aquest cas el robatori. Aquest comportament, per exemple, davant d'una cobertura d'assegurances s'anomena risc moral.

## Origen
D'acord amb estudis efectuats a Anglaterra, el terme estava ja en ús en eixe país, en els 1600, en empreses d'assegurances, amb un sentit de ser el risc que aqueixes empreses assumien perquè no podien saber les veritables intencions dels qui prenien un contracte d'assegurança. En aqueix context, es pot dir que "risc moral" significa el risc derivat de la subjectivitat, del fet que no podem conèixer les veritables intencions d'uns altres.
El concepte va ser estès per Edmund Burke, que l'usava com un dels seus arguments contra la introducció de formes de democràcia republicana durant la Revolució francesa. Per a Burke, el risc és el d'actuar sense responsabilitat al que els polítics estan exposats quan prenen decisions que no els afecten; específicament, el risc que corrien qui prengueren decisions que van afectar totes les "formes de propietat" (per exemple, la monarquia o l'aristocràcia) sense ser-ne part.
Adam Smith va ser potser el primer que va començar a utilitzar el concepte per a aplicar-lo generalment a l'economia, específicament a les societats per accions:
| « | […] la major part d'aquests accionistes […] no s'interessen en els seus assumptes i estan satisfets amb rebre el dividend semestral o anual que els directius consideren convenient pagar-los. Aquesta absència total d'inconvenients i riscos, més enllà d'una suma molt limitada, anima moltes persones a tornar-se empresaris en una societat per accions, persones que en cap cas arriscarien la seua fortuna en una societat particular […] Ara bé, no és raonable esperar que els directius d'aquestes companyies, al manejar molt més diners d'altres persones que d'ells mateixos, ho vigilen amb la mateixa ansiosa cura amb la qual freqüentment vigilen el seu els socis d'una empresa particular […] En conseqüència, el maneig dels negocis d'aqueixes companyies sempre està caracteritzat en alguna mesura per la negligència i la prodigalitat. | » |

Posteriorment, en els 1970, Kenneth Arrow reprèn el terme, el modifica i l'introdueix en el vocabulari econòmic modern. Per a Arrow, el concepte té una accepció de delegació de responsabilitat. Per exemple, els qui prenen una assegurança poden ser menys curosos amb la seua salut o propietat, sabent que el possible cost monetari de qualsevol accident o mala fortuna serà cobert per uns altres. De manera similar, els que dipositen els seus estalvis en un banc, o compren accions, estan delegant responsabilitat pel bon maneig de les seues inversions, la qual cosa, al seu torn, exposa els directors d'aqueixos bancs o empreses al risc moral de prendre decisions, per exemple, d'inversió, a les conseqüències de les quals no estan totalment exposats.
Des d'aquest punt de vista, les situacions de risc moral es poden conceptualitzar com el que succeeix quan els individus tenen informació asimètrica. Si un individu té més informació que la resta, i els altres no posseeixen els mitjans per a poder verificar-la, s'incorre en risc moral. Per a il·lustrar-lo millor considerem els exemples ja esmentats: podria ser el cas que qui cerque, per exemple, una assegurança, serà menys curós amb possibles causes de risc que ho seria sense posseir-la, situació que qui atorga l'assegurança no pot avaluar anticipadament. Igualment, podria donar-se el cas que -com Smith apunta- els que controlen o administren dipòsits, estalvis o inversions alienes seran menys curosos del que haurien de ser amb els tals cabals, situació que, igualment, els dipositants no estan en condicions d'avaluar. Considerem, finalment, el cas d'un treball en equip, en el qual els participants tenen accés a la informació que tots els altres posseeixen i es beneficien igualment del resultat; podria ser el cas que aqueixa situació siga explotada per a benefici d'alguns, en el sentit que certs individus podrien posar menys esforç que el que haurien posat si la responsabilitat fos individual.

## En l'actualitat
Rowell i Connelly ofereixen una descripció detallada de la gènesi del terme risc moral, mitjançant la identificació de canvis destacats en el pensament econòmic, que s'identifiquen dins de la literatura teològica i de probabilitat medieval. El seu article compara i contrasta la concepció predominantment normativa del risc moral que es troba a la literatura de la indústria d'assegurances amb les interpretacions majoritàriament positives que es troben a la literatura econòmica. Sovint, el que es descriu com a "risc moral[s]" a la literatura d'assegurances és, en llegir més detingudament, una descripció del concepte estretament relacionat, selecció adversa.